# Вайнштейн, Севьян Израилевич
Севьян Изра́илевич Ва́йнштейн (12 апреля 1926 года, Москва — 16 октября 2008 года, там же) — советский и российский этнограф, археолог, востоковед-тюрколог, специалист по проблемам истории, этнографии и археологии Тувы и по проблемам истории и культуры кочевников Евразии. Доктор исторических наук, профессор. Заслуженный деятель науки Российской Федерации (2000), заслуженный деятель науки Тувинской АССР (1967).

## Биография
Сын репрессированного советского учёного-философа И. Я. Вайнштейна (1885—1938) и Фриды Израилевны Вайнштейн (урожд. Литвин; 1899–?), преподавательницы немецкого языка.  Брат матери — Иосиф Израилевич Литвинов (Литвин), выпускник Института красной профессуры, политработник, ученик историка М. Н. Покровского. С 1931 года — сотрудник постпредства в Лондоне, невозвращенец.
В 1936 году Израиль Яковлевич Вайнштейн, возглавлявший в то время кафедру марксизма-ленинизма в Московском авиационном институте, был арестован по обвинению в принадлежности к «контрреволюционной троцкистской террористической организации» и приговорен к 8 годам заключения. Расстрелян в 1938 году в тюрьме города Мариинска по решению тройки УНКВД Западно-Сибирского края. 
Жена и сын Израиля Вайнштейна как «члены семьи врага народа» испытали многие невзгоды и лишения. Некоторое время Севьян Вайнштейн вынужден был находиться в детском доме. В 1945 году он, сдав экстерном экзамены за 10 класс, поступил на исторический факультет Московского государственного университета. Окончил исторический факультет МГУ по кафедре этнографии (1950).
В общежитии жил в одной комнате с Юрием Кнорозовым.  Сам Севьян Израилевич вспоминал об этом так:  «Наше общежитие находилось на ул. Стромынка. Со мной в комнате, между прочим, жил Юра Кнорозов. Он все отдавал науке, все. Получал стипендию и немедленно покупал книги, а потом у всех одалживал на еду. Питался водой и хлебом. Занимался расшифровкой письменности майя. Это ему удалось, и он стал всемирно известным ученым». 
В 1950—1955 годах работал в Тувинском краеведческом музее (г. Кызыл). С 1954 года — сотрудник Тувинского научно-исследовательского института языка, литературы и истории.
В 1950—1960-х годах неоднократно возглавлял археолого-этнографической экспедиции в Туве или работал в их составе. В 1959—1962 годах под руководством Вайнштейна произведены раскопки одного из крупнейших памятников гунно-сарматского времени — могильника Кокэль. Им впервые выделена культура древних уйгуров, открыт ряд наскальных рисунков и древнетюркских рунических памятников, произведена первая периодизация археологических культур Тувы.  Для тувинского музея С.Вайнштейн собрал коллекцию произведений народного искусства тувинцев (камнерезные работы из агальматолита и серпентинита, резные изделия из дерева и кости, образцы кузнечного ремесла). Они составили часть собрания декоративно-прикладного искусства музея.
В 1959—2008 годах работал в Институте этнографии (ныне Институт этнологии и антропологии РАН).  Переехав в Москву, Вайнштейн не прерывал связей с Тувой, находился в курсе научной, культурной, общественной жизни Тувинской АО (с 1991 г. – Республика Тыва). Он регулярно выезжал в экспедиции в Туву, работал над книгами и статьями по ее истории, этнографии, археологии, постоянно поддерживал переписку с учеными, общественными деятелями, рядовыми гражданами Тувы.
Кандидат наук (1956), защитил диссертацию «Тувинцы Тоджи». В 1969 году защитил докторскую диссертацию «Происхождение и историческая этнография тувинского народа».
Подготовил 15 кандидатов и докторов наук. 
Как педагог читал лекции в вузах Москвы, Новосибирска, в университетах Великобритании, Германии, США, Швеции, Финляндии, Франции, Японии. 
Похоронен в Москве на Химкинском кладбище.
Автор семи монографий и около 300 научных статей.
- Жена (с 1956 г.) — Алевтина Никифоровна Петрова (1935–2017). Похоронена рядом с мужем на Химкинском кладбище.
- Дочь — Анна Севьяновна Петрова, внучка — Анна Олеговна Малютина.

В августе 2017 года дочь ученого передала в фонд сектора книжных памятников Тувинской Национальной библиотеки им. А. С. Пушкина книги из личной библиотеки С. И. Вайнштейна — научные труды по археологии, географии, искусству, истории, этнографии, языкознанию.

## Научные труды
- Вайнштейн С. И. Борис Осипович Долгих: дни и деяния подвижнической жизни // Этнографическое обозрение. — 1992. — № 1. — С. 119—129.
- Вайнштейн С. И. Судьба Бориса Осиповича Долгих - человека, гражданина, учёного // Репрессированные этнографы / Под ред. Д. Д. Тумаркина. — М.: Издательская фирма «Восточная литература» РАН, 2002. — Т. l. — С. 284—307.
- Вайнштейн С. И. Романтика и трагедии в судьбе А. Н. Липского // Репрессированные этнографы. Вып. 2. Сост. и отв. ред. Д. Д. Тумаркин. — М.: Вост. лит., 2003. — 495 с., ил. — С. 455—492. — ISBN 5-02-018321-0
- Долгих, Борис Осипович : [арх. 16 июня 2022] / Вайнштейн С. И. // Динамика атмосферы — Железнодорожный узел. — М. : Большая российская энциклопедия, 2007. — С. 204. — (Большая российская энциклопедия : [в 35 т.] / гл. ред. Ю. С. Осипов ; 2004—2017, т. 9). — ISBN 978-5-85270-339-2.